# Choses vues

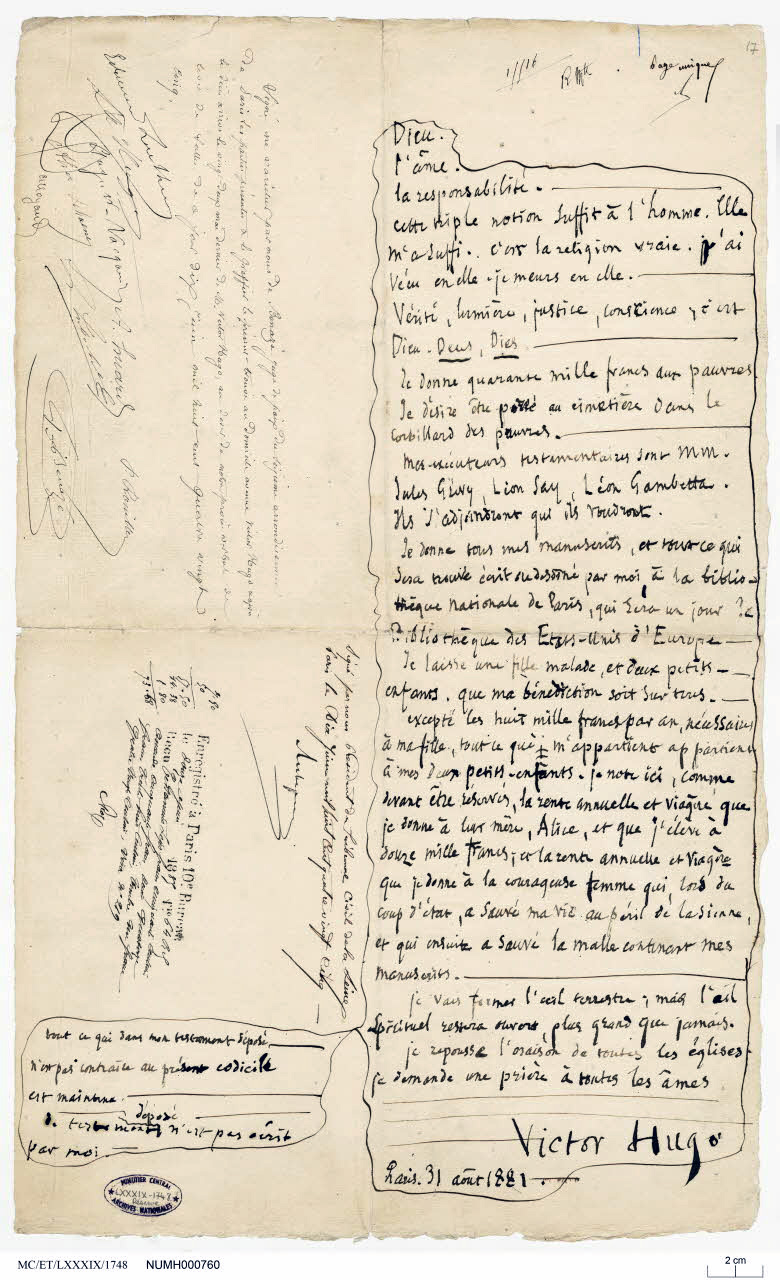
Testament de Victor Hugo, à distinguer du testament littéraire de 1875 et de son codicille de 1881.

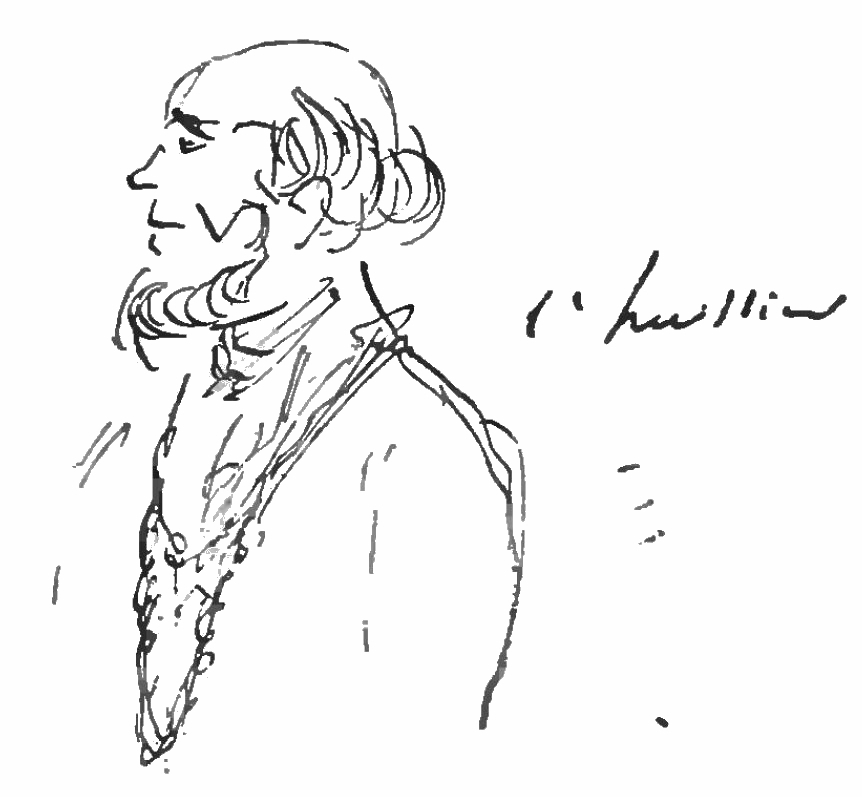
Croquis de l'huissier lors du procès Teste-Cubières par Victor Hugo

Choses vues est un recueil de notes et de mémoires de Victor Hugo, initialement publié à titre posthume sous la forme de deux séries, en 1887 et en 1900.
Dans ce recueil, Hugo relate les événements survenus au cours de son existence, par exemple la mort de Talleyrand, le retour des cendres de Napoléon, le procès de l'affaire Teste-Cubières, la fuite de Louis-Philippe après la révolution de 1848, la chute de Napoléon III ou l'avènement de la Troisième République.

## Matériau littéraire et éditions
À sa mort, le 22 mai 1885, Victor Hugo laisse derrière lui une masse éparse de documents non publiés : des œuvres inachevées, des livres de comptes (parfois agrémentés de notations sur les événements du jour) ; des « esquisses » mêlant textes, dessins et journal de bord ; des ébauches diverses, allant du pense-bête au brouillon de roman.
Maître Gâtine, le notaire chargé de la succession, découvre ces fragments rangés dans une série de dossiers et de sous-dossiers aux intitulés parfois vagues (« Comédie », « Histoire », « Vers à classer »), parfois reflétant une intention plus précise : « Journal de ce que j'apprends chaque jour », « Faits contemporains et souvenirs personnels», « Le temps présent » « Procès Praslin », « Voyage de 1843 », « Choses prises sur le fait. Les enfants, les femmes, le peuple », « Politique », « La France vue de Jersey, semences jetées de l'exil ».
Il fait confectionner un tampon qui permet à ses clercs d'identifier chaque dossier (n° cote) et chaque feuille (n° pièce) dans l'ordre où elle a été trouvée. L'enregistrement dure du 23 juillet 1885 au 25 février 1887 et le procès-verbal est joint à l'inventaire des biens du défunt.
Dans son testament littéraire du 23 septembre 1875 et par son codicille de 1881, Hugo a légué tous ses manuscrits à la Bibliothèque nationale, et a exigé que soient publiées « toutes les choses écrites de ma main [...] de quelque nature qu'elles soient », et dans l'ordre suivant : « premièrement les œuvres tout à fait terminées, deuxièmement les œuvres commencées, terminées en partie, mais non achevées, troisièmement les ébauches, fragments, idées éparses, vers ou prose, semés ici et là soit dans mes carnets, soit sur des feuilles volantes ». Paul Meurice, Auguste Vacquerie et Ernest Lefèvre, ses exécuteurs testamentaires, pour préparer la publication telle que voulue par Hugo, réorganisent le matériau (dont l'agencement initial reste cependant traçable grâce aux cotes tamponnées de l'inventaire Gâtine). C'est dans cet état qu'ils confient les reliures ainsi confectionnées à la Bibliothèque nationale.
En 1887, Paul Meurice, chargé de la postérité littéraire de Hugo, livre au public, en s'appuyant sur cette reliure, une sélection du matériau sous forme d'un ouvrage intitulé Choses vues (chez Hetzel et Quantin). S'agissant de cahiers, feuillets et notes sans véritable lien, il a beau jeu d'en écarter la partie intime (rêves, visions, considérations surnaturelles, écarts de conduite) pour se concentrer sur les souvenirs et les faits contemporains. Deux autres éditions suivent, progressivement enrichies par Gustave Simon, en 1900 (« Choses vues - Nouvelle série », Calmann-Levy) et en 1913 (édition dite de l'Imprimerie nationale - Librairie Ollendorf).
En 1952, dès l'entrée de l'œuvre dans le domaine public, Henri Guillemin fait publier chez Gallimard, sous le titre de « Souvenirs personnels », les « fragments » datés de 1848 à 1851, puis, en 1953, « Carnets intimes » (1870-1871) et enfin, en 1954, sous le titre de « Journal », les fragments datés de 1830 à 1848.
En 1965, désireux de mettre un peu d'ordre dans cette avalanche de publications sans références aux manuscrits, René Journet et Guy Robert publient chez Flammarion une édition critique du « Journal de ce que j'apprends chaque jour ».
En 1972, s'appuyant sur ces travaux et en y insérant des précisions issues de l'appareil critique des Œuvres complètes (éditées par Francis Bouvet et Jean Massin, Club français du livre, 1967-1971), Gallimard livre une version publiée sous la direction d'Hubert Juin et enrichie d'extraits du journal de Juliette Drouet, soit près de 2 000 pages en deux volumes. Cette dernière édition est présentée chronologiquement, comme s'il s'agissait d'un journal intime, mêlant des sections datées avec des notations libres’.

## Intérêt historique

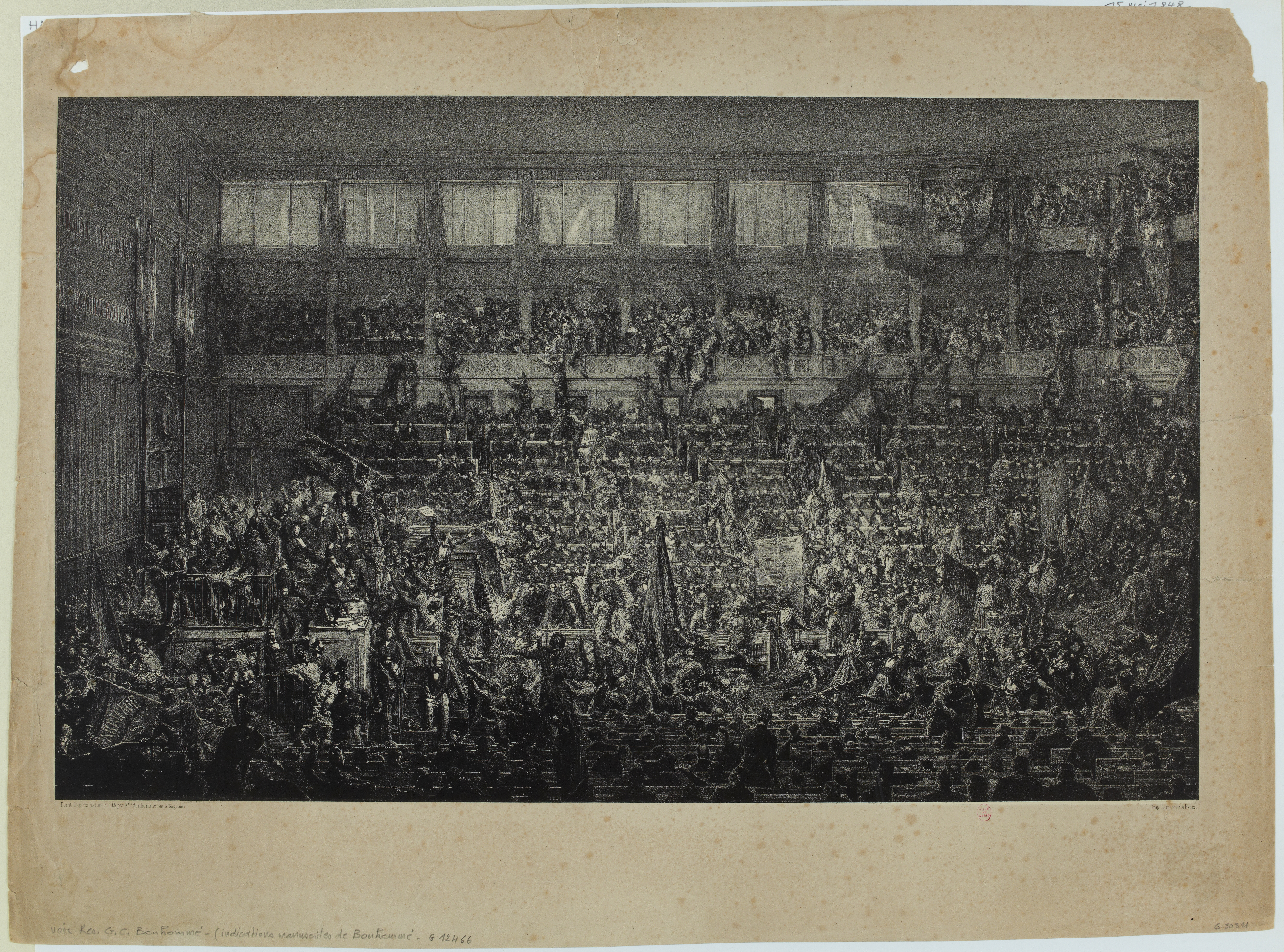
Estampe d'après une lithographie du peintre et graveur Ignace-François Bonhommé. Œuvre aujourd'hui conservée au Musée Carnavalet.

La plupart des feuillets rassemblés dans « Choses vues » ont été rédigés entre 1844 et 1851, alors que Victor Hugo est engagé dans la vie publique. Membre de l'Académie depuis 1841, pair de France en 1845, député de Paris en 1849, il est souvent le témoin direct des événements et aux premières loges pour en rapporter le déroulement. Il recueille également les confidences ou les souvenirs des témoins de la Révolution (l'exécution de Louis XVI, par exemple) et de l'Empire. Le tout forme une chronique exceptionnelle sur l'évolution politique et sociale de la France au XIXe siècle.
On y trouve des morceaux de bravoure, comme le retour des cendres de Napoléon en 1840, les journées de février 1848, la fuite de Louis-Philippe, les journées de juin 1848, la défaite de 1871 et la Commune de Paris, la victoire finale du régime républicain. Corroborant la véracité de ses propos, le peintre et graveur Ignace-François Bonhommé illustre avec mérite la journée du 15 mai 1848.

## Journal intime
Choses vues est également un document autobiographique qui retrace l'évolution de Victor Hugo du conservatisme du Pair de France au républicanisme du proscrit du second Empire.
S'y mêlent également les tragédies familiales de l'auteur (folie d'Adèle, noyade de Léopoldine et de son mari, décès prématurés de Charles et Victor) ainsi que — rédigées dans un code rudimentaire  — des notes intimes sur l'existence domestique, les dévergondages, et les amours tarifées.